# Kossouka
Kossouka è un dipartimento del Burkina Faso classificato come comune, situato nella provincia di Yatenga, facente parte della Regione del Nord.
Il dipartimento si compone del capoluogo e di altri 18 villaggi: Bascouda, Bissiguin, Iki, Inou, Kangarin, Kapelgo-Tangaye, Kieblega, Longuin, Magarougou, Samtaga, Sassaka-Fulbe, Sassaka-Mossi, Sekeba, Selmiougou, Toeguin-Mossi, Toeguin-Yarce, Yamsinde-Mossi e Yamsinde-Yarce.